# 33628 Spettel
33628 Spettel este o planetă minoră (asteroid), cu un diametru de 2,939 km, din centura de asteroizi. A fost descoperită pe 12 mai 1999 la Experimental Test Site⁠(d) de Lincoln Near-Earth Asteroid Research. 
Obiectul prezintă o orbită caracterizată de o semiaxă mare de 2,3827282 UAi, o excentricitate de 0,13, o înclinație de 9,75237 ° în raport cu ecliptica.